# Meeresgeologie
Die Meeresgeologie (englisch Marine Geology) befasst sich mit geologischen, geophysikalischen, geochemischen, sedimentologischen und paläontologischen Untersuchungen des Meeresbodens und der Küstengebiete. Sie ist eng verknüpft mit der physikalischen Ozeanografie und der Plattentektonik.
Die Funde der Meeresgeologie ermöglichten es unter anderem, in den Nachkriegsjahren die Theorien der Ozeanbodenspreizung und Plattentektonik zu beweisen. Der Tiefseeboden gehört zu den am wenigsten erforschten Gebieten der Erde, und detaillierte Karten sind besonders für das Militär (U-Boote) und die Wirtschaft (Erdöl und Erzbergbau) von hoher Bedeutung.
Der Pazifische Feuerring stellt durch seine hohe Dichte aktiver Vulkane und seismischer Aktivitäten eine große Gefahr in Form von Erdbeben, Tsunamis und Vulkanausbrüchen dar. Um mögliche Frühwarnsysteme für diese Naturkatastrophen zu entwickeln, müssen weitere Forschungen im Bereich der Meeresgeologie der Küsten und Inselbögen betrieben werden.
Studien über die litorale und Tiefseesedimentation und die Fällungs- sowie Auflösungsraten der Calciumcarbonate in den verschiedenen marinen Umgebungen haben einen großen Einfluss auf die globale Klimaveränderung.
Weitere wichtige Forschungsfelder waren und sind die Entdeckung und weitere Erforschung der Vulkane und hydrothermaler Quellen des Mittelozeanischen Rückens, welche zuerst im Roten Meer und dann entlang des Ostpazifischen Rückens und des Mittelatlantischen Rückens betrieben wurden. Die Entdeckung extremophiler Organismen, welche in und bei diesen hydrothermen Systemen leben, half, das Leben auf der Erde besser zu verstehen.
Tiefseerinnen sind zumeist langgestreckte, aber relativ schmale Vertiefungen des Meeresbodens. Die tiefste Tiefseerinne ist der Marianengraben, eine Subduktionszone, bei der die Pazifische Platte unter die Philippinische Platte gleitet. Der Marianengraben ist tiefer als der Mount Everest hoch ist.
Standardgeräte der Meeresgeologie für die Entnahme von Sedimentproben des Meeresbodens sind u. a. das Schwerelot, der Multicorer und der Kastengreifer. In neuerer Zeit kommen verstärkt Tiefseeroboter (ROVs) für eine gezielte Probennahme zum Einsatz.